# 日本の漫画作品一覧 あ行
あ行 |
か行 |
さ行 |
た行 |
な行 |
は行 |
ま行 |
や行 |
ら行 |
わ行 |
読切 |
日本の漫画作品一覧 あ行（にほんのまんがさくひんいちらん あぎょう）は、ウィキペディア日本語版に記事の存在する日本の漫画作品のうち、あ行に分類される作品の一覧である。

## あ
- ああ一郎（コセキコウジ、週刊少年ジャンプ）
- アークザラッド（加倉井ミサイル、単行本『BURGER SC DELUXE』書き下ろし）
- アークザラッドII（藤凪かおる、月刊少年ギャグ王）
- アークザラッド2〜炎のエルク〜（西川秀明、月刊少年ガンガン）
- アーケードゲーマーふぶき（吉崎観音、ファミ通ブロス）
- アーサーGARAGE（たーし、週刊ヤングマガジン）
- アーシアン（高河ゆん、月刊ウィングス）
- ああ探偵事務所（関崎俊三、ヤングアニマル）
- アーチェリーボーイ（見原由真、LINEマンガ）
- ああっ女神さまっ（藤島康介、月刊アフタヌーン）
- ARTIFACT;RED（木村太彦、月刊少年ガンガン→月刊ガンガンWING）
- 嗚呼!!花の応援団（どおくまん、週刊漫画アクション）
- ああ播磨灘（さだやす圭、週刊モーニング）
- ARMORED CORE TOWER CITY BLADE（作画：氷樹一世、月刊ドラゴンエイジ）
- ARMS（皆川亮二、原案協力：七月鏡一、週刊少年サンデー）
- RHプラス（諏訪絢子、comic B's-LOG）
- R.O.D（原作：倉田英之、作画：山田秋太郎・綾永らん、ヤングジャンプ、コミックス・ウルトラ）
- Rくろにくる（原作：数多ヒロ、作画：あづまゆき、コンプエース）
- R-16（原作：佐木飛朗斗、作画：桑原真也、週刊ヤングマガジン）
- RSRアールズレボリューション（えぬえけい、月刊なかよし）
- RPG不動産（剣持ちよ、まんがタイムきららキャラット）
- I愛ギャル!（原ちえこ、なかよし）
- アイアムアヒーロー（花沢健吾、スピリッツ）
- アイアンマッスル（永井豪、週刊少年マガジン）
- IS 〜男でも女でもない性〜（六花チヨ、Kiss）
- I.L（手塚治虫、ビッグコミック）
- AIKa（作画：此路あゆみ、コミックガム）
- 愛†少女（すぎ恵美子、Cheese!）
- A・Iが止まらない!（赤松健、週刊少年マガジン→マガジンSPECIAL）
- 愛がゆく（小山ゆう、少年ビッグコミック）
- 愛国少女ウヨ子ちゃん（小林拓巳、ジャパニズム）
- あいこら（井上和郎、週刊少年サンデー）
- IGPX（脚本：柳瀬優希、作画：筧小龍、電撃マ王）
- アイシールド21（原作：稲垣理一郎、作画：村田雄介、週刊少年ジャンプ）
- アイ・シティ（板橋しゅうほう、月刊スーパーアクション）
- 愛してナイト（多田かおる、別冊マーガレット）
- アイシテル〜海容〜（伊藤実、BE・LOVE）
- 愛してるぜベイベ★★（槙ようこ、りぼん）
- i・ショウジョ（高山としのり、週刊少年ジャンプ→ジャンプLIVE）
- 愛人（柳沢きみお、別冊漫画アクション）
- I"s（桂正和、週刊少年ジャンプ）
- アイスクリーム（氏賀Y太、フラミンゴR）
- アイスフォレスト（さいとうちほ、月刊flowers）
- 愛すべき娘たち（よしながふみ、MELODY）
- あいたま（師走冬子、COMIC HIGH→コミックハイ!）
- あいつとララバイ（楠みちはる、週刊少年マガジン）
- あいつはアインシュタイン（原作：宮崎まさる、作画：石垣ゆうき、週刊少年マガジン）
- アイテルシー（稲岡和佐、週刊少年ジャンプ）
- 愛天使伝説ウェディングピーチ（原作：富田祐弘、作画：谷沢直、ちゃお）
- 愛天明王物語（見田竜介、月刊アフタヌーン）
- 愛と死の砂時計（和田慎二、別冊マーガレット）
- 愛と誠（原作：梶原一騎、作画：ながやす巧、週刊少年マガジン）
- アイドランク（原作：宮場弥二郎、作画：さきしまえのき、COMICメテオ）
- あいどるし隊っ（富沢珠緒、なかよし）
- アイドルのあかほん（氏家ト全、週刊少年マガジン）
- アイドルは××××なんてしませんッ!（柚木涼太、月刊ビッグガンガン）
- 愛ぬすびと（藤子不二雄Ⓐ、女性セブン）
- アイネ・クライネ（竹田真理子、なかよし）
- 愛のアランフェス（槇村さとる、別冊マーガレット）
- 愛のアンジェラス（星川とみ、なかよし）
- 愛の心をキャンバスに（小室しげ子、なかよし）
- アイノコトバ（杉山美和子、ChuChu）
- 愛のさかあがり（とり・みき、平凡パンチ）
- 愛の戦士ヘッドロココ（藤井みどり、ぴょんぴょん）
- 藍の風景（こうの雅美、砂岸あろ、なかよしデラックス）
- アイホシモドキ（森繁拓真、週刊少年チャンピオン）
- あいまいみー（ちょぼらうにょぽみ、まんがライフWIN）
- アイ'ム ホーム（石坂啓、ビッグコミックオリジナル）
- 藍より青し（文月晃、ヤングアニマル）
- あいりんドリーム（猫部ねこ、なかよし）
- I'll（浅田弘幸、月刊少年ジャンプ）
- アイレボ -Ice Revolution-（原作：堤亜弥、作画：竹村洋平、ジャンプスクエア）
- 愛人［AI-REN］（田中ユタカ、ヤングアニマル）
- 愛を歌うより俺に溺れろ!（新條まゆ、少女コミック）
- あいLOVEポピーちゃん（峡塚のん、加津綾子、なかよし）
- Aventura（翠川しん、月刊少年シリウス）
- アウターガンダム（松浦まさふみ、サイバーコミックス）
- アウターゾーン(光原伸、週刊少年ジャンプ)
- OUT（原作：井口達也、作画：みずたまこと、ヤングチャンピオン）
- アウト・ロー（木内一雅、週刊ヤングマガジン）
- アオアシ（小林有吾、ビッグコミックスピリッツ）
- 蒼い海のトリスティア（作画：結城さくや、月刊コミック電撃大王）
- 青い木白い花豊かな果実（福山庸治、SFマガジン）
- 青い空を、白い雲がかけてった（あすなひろし、週刊少年チャンピオン、月刊少年チャンピオン）
- あおいちゃんとヤマトくん（師走冬子、まんがタイムジャンボ）
- あおいちゃんパニック!（竹本泉、なかよし）
- 青い月マジック（いでまゆみ、なかよし）
- 青い花（志村貴子、マンガ・エロティクス・エフ）
- アオイホノオ（島本和彦、週刊ヤングサンデー）
- 蒼き狼 〜地果て海尽きるまで〜（原作：森村誠一、作画：日暮央、FlexComixブラッド）
- 蒼き守護神（星川とみ、なかよし）
- 蒼き神話マルス（本島幸久、週刊少年マガジン）
- 蒼き鋼のアルペジオ（Ark Performance、ヤングキングアワーズ）
- あおざくら 防衛大学校物語（二階堂ヒカル、週刊少年サンデー）
- 青空少女隊（清水としみつ、月刊少年キャプテン）
- 青空の卵（原作：坂木司、漫画：藤たまき、ウィングス）
- 青空ポップ（小桜池なつみ、りぼん）
- 青の祓魔師（加藤和恵、ジャンプスクエア）
- 青のオーケストラ（阿久井真、マンガワン）
- 青の橘花（高田慎一郎、ヒーロークロスライン）
- 青野くんに触りたいから死にたい（椎名うみ、月刊アフタヌーン）
- 蒼のサンクトゥス（やまむらはじめ、ウルトラジャンプ）
- 青青の時代（山岸凉子、comicトムプラス）
- アオのハコ（三浦糀、週刊少年ジャンプ）
- 青の微熱（椎名チカ、Cheese!）
- 青のフラッグ（KAITO、少年ジャンプ＋）
- 青の6号（小澤さとる、週刊少年サンデー）
- 青春鉄道（青春、コミックフラッパー→月刊コミックジーン）
- 赤い悪魔の子守歌（関よしみ、藤本ひとみ、なかよし）
- アカイイト（原作：麓川智之、作画・片瀬優、月刊コミックラッシュ）
- 赤い糸シリーズ（吉尾アキラ、drap）
- 紅い牙（柴田昌弘、別冊マーガレット、デラックスマーガレット、花とゆめ）
- 赤い爪あと（菊川近子、週刊マーガレット）
- 赤いふうせん（たておか夏希、なかよし）
- 赤いペガサス（村上もとか、週刊少年サンデー）
- 赤い迷路 (漫画)（高階良子、なかよし）
- 赤髪の白雪姫（あきづき空太、LaLa DX→LaLa）
- アカギ（福本伸行、近代麻雀）
- 赤きエンザ（井上桃太、別冊コロコロコミック）
- 赤き血のイレブン（原作：梶原一騎、作画：園田光慶）
- 赤毛のキューピッド（原ちえこ、なかよし）
- 赤×黒（上條淳士、ヤングサンデー）
- アガサ・クリスティーの名探偵ポワロとマープル（石川森彦、単行本（NHK出版コミックス）書き下ろし）
- 赤ずきんチャチャ（彩花みん、りぼん）
- 赤ちゃんと僕（羅川真里茂、花とゆめ）
- あかちゃんのドレイ。（大久保ヒロミ、Kiss）
- 赤ちゃんのホスト（丘上あい、BE・LOVE）
- 赤ちゃん本部長（竹内佐千子、BABY!→ベビモフ）
- 曉!!男塾 青年よ、大死を抱け（宮下あきら、スーパージャンプ）
- 暁色の潜伏魔女（袴田めら、コミックハイ!）
- あかつき戦闘隊（園田光慶、週刊少年サンデー）
- 暁の暴君（伊織、週刊少年サンデー）
- 暁のヨナ（草凪みずほ、花とゆめ）
- 赤胴鈴之助（原作：福井英一、作画：武内つなよし、少年画報）
- あかねこの悪魔（竹本泉、コミックビーム）
- あかねちゃん（ちばてつや、少女フレンド）
- あかねちゃんOVER DRIVE（桃栗みかん、ぶ〜け）
- アガペイズ（山田玲司、週刊ヤングサンデー）
- AKABOSHI -異聞水滸伝-（天野洋一、週刊少年ジャンプ）
- アカメが斬る!（原作：タカヒロ、作画：田代哲也、月刊ガンガンJOKER）
- 明るい記憶喪失（奥たまむし、コミックキューン）
- アキバザイジュウ（稜之大介、ジャンプスクエア）
- アキハバラ@DEEP（原作：石田衣良、作画：アカネマコト、週刊コミックバンチ）
- 秋葉原いちまんちゃんねる（宮下未紀、エース桃組）
- AKIRA（大友克洋、ヤングマガジン）
- アキラとひより（桐原いづみ、ヤングガンガン→増刊ヤングガンガンビッグ）
- アキラのうどんはサヌキもり!!（津島っくす、プレコミックブンブン）
- アクジキ（鈴木小波、ケロケロエース）
- アクシズのハマーンさん（井上行広、ガンダムエース）
- 悪1013（小川雅史、月刊アフタヌーン）
- アクタージュ act-age（原作:マツキタツヤ、作画:宇佐崎しろ）
- アグネス仮面（ヒラマツ・ミノル、ビッグコミックスピリッツ）
- アグネス白書（原作：氷室冴子、作画：みさきのあ、小学館フラワーコミックス）
- 悪魔曰く俺の嫁（宮城りん、月刊ガンガンJOKER・ガンガンONLINE）
- 悪魔狩り（戸土野正内郎、月刊少年ガンガン→ガンガンWING→コミックブレイド）
- 悪魔くん（水木しげる、貸本→週刊少年マガジン→週刊少年ジャンプ→コミックボンボン）
- ACMA:GAME（原作：メーブ、作画：恵広史、週刊少年マガジン）
- 悪魔様へるぷ☆（岬下部せすな、まんがタイムきらら）
- 悪魔事典（巣山真也、月刊少年ガンガン）
- 悪魔タッチでみ・る・く（奥村真理子、小学二年生）
- アクマで愛してる!（池ノ上たまこ、なかよし）
- 悪魔の橋（小室しげ子、なかよし）
- 悪魔のファンタジー（赤川次郎、曽根原澄子、なかよし）
- あくまのまま（くずしろ、ガンガンONLINE）
- 悪魔の黙示録（高橋美由紀、ホラーコミックス）
- 悪魔のようなあいつ（原作：阿久悠、作画：上村一夫、KCヤングレディ）
- 悪魔のリドル（原作：高河ゆん、作画：南方純、月刊ニュータイプ）
- 悪魔も踏むを恐れるところ（吉辺あくろ、月刊ガンガンJOKER）
- アクメツ（田畑由秋、余湖裕輝、週刊少年チャンピオン）
- 悪役令嬢転生おじさん（上山道郎、月刊ヤングキングアワーズGH）
- 悪役令嬢に転生したはずがマリー・アントワネットでした（小出よしと、月刊コミックフラッパー）
- アゲイン（楳図かずお、週刊少年サンデー）
- アゲイン!!（久保ミツロウ、週刊少年マガジン）
- あげくの果てのカノン（米代恭、月刊!スピリッツ）
- アゲハ100%（武内こずえ、りぼん）
- アゲハを追うモノたち（矢上裕、ヤングエース）
- 明日ちゃんのセーラー服（博、となりのヤングジャンプ）
- アゴなしゲンとオレ物語（平本アキラ、週刊ヤングマガジン）
- 阿佐ヶ谷Zippy（岩佐あきらこ、月刊Gファンタジー）
- あさきゆめみし（大和和紀、mimi、mimi Excellent）
- 朝霧の巫女（宇河弘樹、ヤングキングOURs）
- あさぎ色の伝説（和田慎二、LaLa）
- アサギロ 〜浅葱狼〜（ヒラマツ・ミノル、ゲッサン）
- あさってDANCE（山本直樹、ビッグコミックスピリッツ）
- あさっての方向。（山田J太、コミックブレイドMASAMUNE）
- あさひなぐ（こざき亜衣、ビッグコミックスピリッツ）
- 朝太郎伝（中島徳博、週刊少年ジャンプ）
- 麻実くんはガチ恋じゃない!（ひととせはるひ、pixiv、ビーズログCHEEK）
- あさりちゃん（室山まゆみ、小学館の学習雑誌、ちゃお他）
- 足洗邸の住人たち。（みなぎ得一、Comic Gum）
- 味いちもんめ（あべ善太・倉田よしみ、ビッグコミック増刊号、ビッグコミックスペリオール）
- アシガール　(森本梢子、Cocohana)
- あした青空（川原正敏、月刊少年マガジン）
- あした死ぬには、（雁須磨子、Ohta Web Comic）
- あした天気になあれ（ちばてつや、週刊少年マガジン）
- 明日泥棒（原作：外薗昌也、作画：別天荒人、週刊ヤングジャンプ）
- あしたのガンダム（島本和彦、サイバーコミックス）
- あしたのジョー（原作：高森朝雄=梶原一騎、作画：ちばてつや、週刊少年マガジン）
- 明日のナージャ（東堂いづみ・あゆみゆい、なかよし）
- 明日葉さんちのムコ暮らし（大井昌和、グランドジャンプ）
- 明日、私は誰かのカノジョ（をのひなお、サイコミ）
- あずきちゃん（木村千歌、なかよし）
- 明日、きみに会えたら（あおと響、コミック百合姫）
- アスクレピオス（内水融、週刊少年ジャンプ）
- アストロ球団（原作：遠崎史朗、作画：中島徳博、週刊少年ジャンプ）
- あすなろ白書（柴門ふみ、ビッグコミックスピリッツ）
- ASTRONAUTS（原作：史村翔、作画：沖一、週刊ヤングマガジン）
- あずまんが（あずまきよひこ）
- あずまんが大王（あずまきよひこ、コミック電撃大王）
- あずみ（小山ゆう、ビッグコミックスペリオール）
- あずみマンマ・ミーア（若尾はるか、週刊ヤングジャンプ）
- あそびにいくヨ!（神野オキナ、コミックアライブ）
- あたかもコイバナの如く（施川ユウキ、Eleganceイブ）
- アタゴオル（ますむらひろし、朝日ソノラマ）
- 化野之民（赤美潤一郎、ヤングガンガン）
- あたしはバンビ（槙ようこ、りぼん）
- あだしもの（山本久美子、ジャンプスクエア→ジャンプSQ.19）
- あたしゃ川尻こだまだよ（川尻こだま、Twitter）
- あたしンち（けらえいこ、読売新聞日曜版）
- アダ戦記（堤抄子、コミックZERO-SUM）
- アタッカーYOU!（牧島ジュン、なかよし）
- アタック★オン（おおばやしみゆき、ちゃお）
- アタックNo.1（浦野千賀子、週刊マーガレット）
- あっかんべェ一休（坂口尚、月刊アフタヌーン）
- あっくんとカノジョ（杜若わか、月刊コミックジーン）
- 敦子のあしたは（原作：吉田とし、作画：いがらしゆみこ、なかよし）
- アッセンブル・インサート（ゆうきまさみ、アニパロコミックス）
- あっちこっち（異識、まんがタイムきらら）
- あっち・こっち・タッチ!（さこう栄、なかよし）
- @ホーム（高木信孝、アニメイト☆ブックス）
- あっぱれ!浦安鉄筋家族（浜岡賢二、週刊少年チャンピオン）
- あっぱれサン（秋竜山、読売新聞朝刊）
- 天晴じぱんぐ!（渡瀬悠宇、少女コミック増刊）
- あっぱれメガバカBoys（のむらしんぼ、コロコロコミック）
- アップフェルラント物語（原作：田中芳樹、ふくやまけいこ、アニメージュ）
- アップルシード（士郎正宗、書下ろし、コミックガイア）
- アップル・デイ・ドリーム（城之内寧々、コミック百合姫）
- アップルパイ♥ストーリー（牧村ジュン、なかよし）
- アップルパラダイス（竹本泉、コミックマスターEX、コミックマスター、RPGマガジン）
- アップルマーチ（里中満智子、なかよし）
- アッポちゃま劇場（平園マリ香、なかよし）
- あつまれ!ふしぎ研究部（安部真弘、週刊少年チャンピオン）
- あ でい いんざ らいふ（長月みそか、コミックLO）
- アディの小さな天使（泉みのり、なかよし）
- 艶漢（尚月地、ウィングス）
- 阿弖流為II世（原作：高橋克彦、作画：原哲夫、コミックGOTTA）
- アテンションプリーズ（原作：上條逸雄、作画：細川智栄子、少女フレンド）
- アド アストラ ペル アスペラ（畑健二郎、週刊少年サンデー）
- アトミックのおぼん（杉浦幸雄、ホープ→漫画サンデー）
- アトムキャット（手塚治虫、ニコニココミック）
- アトラスの風（森園みるく、FEEL YOUNG）
- アドリブ王子（あかつきけいいち、別冊パチスロパニック7）
- あどりぶシネ倶楽部（細野不二彦、ビッグコミックスピリッツ）
- アドルフに告ぐ（手塚治虫、週刊文春）
- アナスタシア倶楽部（さいとうちほ、プチフラワー）
- あなたとスキャンダル（椎名あゆみ、りぼん）
- あなたのKISSが一番いい（森園みるく、FEEL YOUNG）
- アナノムジナ（天野洋一、少年ジャンプ+）
- 兄帰る（近藤ようこ、ビッグコミック）
- アニコン（やぶうち優、ChuChu）
- 兄に愛されすぎて困ってます（夜神里奈、Sho-Comi）
- 兄の嫁と暮らしています。（くずしろ、ヤングガンガン）
- 兄ふんじゃった!（小笠原真、週刊少年サンデー）
- アニマルマニア（玖保キリコ、ビッグコミックスピリッツ）
- アニマル横町（前川涼、りぼん）
- アニマル1（川崎のぼる、週刊少年サンデー）
- アニメ店長（島本和彦、アニメ店長NEWS→きゃらびぃ）
- 姉きとサチとわたし（神崎順子、なかよし）
- あねコミ（井上和郎、ヤングアニマルあいらんど）
- あねどきっ（河下水希、週刊少年ジャンプ）
- 姉の結婚（西炯子、月刊フラワーズ）
- アノアの森（石塚2祐子、月刊少年ジャンプ）
- あの鐘を鳴らすのは少なくともおまえじゃない（アサダニッキ、月刊プリンセス）
- あのコと一緒（藤末さくら、Cookie）
- あの娘にキスと白百合を（缶乃、月刊コミックアライブ）
- あのコの、トリコ。（白石ユキ、Sho-Comi）
- あの日の夢を花たばにして（小室しげ子、なかよし）
- あの日、僕らは…（まいた菜穂、ちゃお）
- あばしり一家（永井豪、週刊少年チャンピオン）
- アパッチ野球軍（原作：花登筐、作画：梅本さちお、少年キング）
- ABARA（弐瓶勉、ウルトラジャンプ）
- 赤い鳩（原作：小池一夫、作画：池上遼一、ビッグコミックスピリッツ）
- アヒル (漫画)（恵月ひまわり、なかよし）
- あひるの王子さま（森永あい、ASUKA）
- あひるの空（日向武史、週刊少年マガジン）
- あふがにすタン（ちまきing）
- あぶさん（水島新司、ビッグコミックオリジナル）
- アブない土曜日（村上ジュンコ、FEEL YOUNG）
- あ・ぶ・な・いラブソング（佐藤まり子、なかよし）
- あぶない!ルナ先生（上村純子、マガジンSPECIAL）
- アフリカのサラリーマン（ガム、ジーンピクシブ）
- アベックパンチ（タイム涼介、コミックビーム）
- アベノ橋魔法☆商店街（出口竜正、月刊マガジンZ）
- Aventura（翠平しん、月刊少年シリウス）
- アホガール（ヒロユキ、週刊少年マガジン→別冊少年マガジン）
- Apocripha/0（ゆうきあずさ、月刊Gファンタジー）
- アポロの歌（手塚治虫、少年キング）
- 甘々シンデレラ（おさじ、マガジンポケット）
- 甘々と稲妻（雨隠ギド、good!アフタヌーン）
- あまい恋のビンづめ（別府ちづ子、なかよし）
- 甘い生活（弓月光、ビジネスジャンプ）
- あまいぞ!男吾（Moo.念平、コロコロコミック）
- あまえないでよっ!!（宗我部としのり・ボヘミアンK、月刊コミックガム）
- 甘神さんちの縁結び（内藤マーシー、週刊少年マガジン）
- 甘くない彼らの日常は。（野切耀子、デザート）
- アマチュアスラッガー（緒方てい、オースーパージャンプ）
- あまつき（高山しのぶ、ゼロサム）
- 甘忍少女あずき（東雲水生、コミックハイ!→COMIC SEED!）
- 天野家四つ子は血液型が全員違う。（空えぐみ、週刊ヤングジャンプ）
- 天野めぐみはスキだらけ!（ねこぐち、週刊少年サンデーS→週刊少年サンデー）
- アマリリス（竹田真理子、なかよし）
- アマレスけんちゃん（若杉公徳、ヤングマガジンアッパーズ）
- あまんちゅ!（天野こずえ、月刊コミックブレイド→コミックブレイド）
- あみーご×あみーが（瀬口たかひろ、ヤングガンガン）
- 亜美ちゃんの初恋（武内直子、るんるん）
- 亜未!ノンストップ（北川みゆき、少女コミック）
- 飴色紅茶館歓談（藤枝雅、コミック百合姫）
- 雨でも晴れでも（あらた伊里、月刊コミック電撃大王）
- 雨の午後はロマンスのヒロイン（種村有菜、りぼんオリジナル）
- アメノフル（原作：たけぐし一本、作画：みたらし三大、週刊少年ジャンプ）
- アメリカなんて大きらい!（高梨みどり、週刊モーニング）
- AYA（克・亜樹、月刊ビタマン）
- 奇子（手塚治虫、ビッグコミック）
- 妖しのセレス（渡瀬悠宇、週刊少女コミック）
- アライブ-最終進化的少年-（川島正・あだちとか、月刊少年マガジン）
- 現神姫（天乃咲耶、月刊Gファンタジー）
- 荒川アンダー ザ ブリッジ（中村光、ヤングガンガン）
- アラクニド（原作：村田真哉、作画：いふじシンセン、月刊ガンガンJOKER）
- アラクレ（藤原規代、花とゆめ）
- 荒くれKNIGHT（吉田聡、ヤングキング）
- 嵐が原 Lex Talionis（那州雪絵、花とゆめ）
- 嵐のJボーイ ぶっとび闘人（樫本学ヴ、コロコロコミック）
- アラタカンガタリ〜革神語〜（渡瀬悠宇、週刊少年サンデー）
- アラバスター（手塚治虫、週刊少年チャンピオン）
- アラハバキ（六道神士、ウルトラジャンプ）
- アラビアン狂想曲（和田慎二、プリンセス）
- アラビアン花ちゃん（萩岩睦美、りぼん）
- 荒ぶる季節の乙女どもよ。（原作：岡田麿里、作画：絵本奈央、別冊少年マガジン）
- アラベスク（山岸凉子、りぼん）
- ARIA（天野こずえ、月刊コミックブレイド）
- アリーズ（冬木るりか、プリンセス）
- アリーズ2〜蘇る星座宮〜（冬木るりか、プリンセスGOLD）
- アリーナ!（ミキマキ、コミックハイ!）
- アリエスの乙女たち（里中満智子、週刊少女フレンド）
- アリオン（安彦良和、リュウ）
- ありがとう（山本直樹、ビッグコミックスピリッツ）
- アリス・アイ ラブ ユー（小室しげ子、なかよし）
- アリスから魔法（松本夏実、りぼん）
- ありす19th（渡瀬悠宇、少女コミック）
- アリスと太陽（凸ノ高秀、週刊少年ジャンプ）
- アリスにおまかせ!（あらいきよこ、ちゃお）
- アリソン（原作：時雨沢恵一、作画：晴瀬ひろき、月刊電撃コミックガオ!）
- ありをりはべり（日向なつお、Kiss）
- アルカードくん（Moo.念平、小学二年生と小学四年生）
- ある朝パニック（福山庸治、眠れぬ夜の奇妙な話）
- アルカサル-王城-（青池保子、別冊プリンセス）
- ARCANA（小手川ゆあ、週刊ヤングジャンプ）
- UG☆アルティメットガール（濱元隆輔、月刊電撃コミックガオ）
- Ar tonelico -arpeggio-（あやめぐむ、月刊コミックブレイド）
- ある日、弟が覗き見たのは不良たちに昏睡○○○される大好きだった姉の姿だった。（lyricbox）
- アルプス伝説（田丸浩史、月刊少年キャプテン）
- 妖精国の騎士（中山星香、月刊プリンセス→プリンセスGOLD）
- アルペンローゼ（赤石路代、ちゃお）
- 淡島百景（志村貴子、ぽこぽこ→Ohta Web Comic）
- 阿波連さんははかれない（水あさと、少年ジャンプ＋）
- 暗殺教室（松井優征、週刊少年ジャンプ）
- アンサングシンデレラ 病院薬剤師 葵みどり（作者：荒井ママレ、医療原案：富野浩充、月刊コミックゼノン）
- U19（木村勇治、週刊少年ジャンプ）
- あんたが大将 オレさま烈伝（有野篤、オートスポーツ）
- アンタゴニスト（原作：藤栄道彦、作画：黒田高祥、月刊コミックゼノン）
- アンデッド（井上和郎、ビッグコミックスピリッツ）
- あんどーなつ（原作：西ゆうじ 作画：テリー山本、ビッグコミックオリジナル）
- アントレース（原作：かっぴー、作画：春瀬隼、ジャンプスクエア）
- アンドロイド・アナ MAICO 2010（清水としみつ、ヤングキング）
- アンナさんのおまめ（鈴木由美子、Kiss）
- Anne・Freaks（小手川ゆあ、月刊少年エース）
- あんハピ♪（琴慈、まんがタイムきららフォワード）
- あんみつ姫（倉金章介、少女/竹本泉、なかよし）

## い
- Eから弾きな。（佐々木拓丸、イブニング）
- いい気なもんだぜ（あべこうじ、イケイケ課長、まんがシャレダ!!、みこすり半劇場）
- イーグル（かわぐちかいじ、ビッグコミック）
- 飯田橋のふたばちゃん（原作：横山了一、作画：加藤マユミ、WEB漫画アクション堂）
- E.T.O.（高田慎一郎、月刊Gファンタジー）
- いい電子（みずしな孝之、週刊ファミ通）
- EAT-MAN（吉富昭仁、月刊電撃コミックガオ!）
- いいなり! あいぶれーしょん（中嶋ちずな、月刊ドラゴンエイジ）
- いいね!光源氏くん　(えすとえむ、FEEL YOUNG)
- いいひと。（高橋しん、ビッグコミックスピリッツ）
- いいよね!米澤先生（地獄のミサワ、ジャンプスクエア）
- E-ROBOT（山本亮平、週刊少年ジャンプ）
- 委員長お手をどうぞ（山名沢湖、COMIC HIGH→コミック・ハイ）
- イヴの眠り（吉田秋生、flowers）
- イエスタデイをうたって（冬目景、ビジネスジャンプ）
- YELLOW（原作：宮崎信二、作画：かわぐちかいじ、ビッグコミック）
- YELLOW（立野真琴、MAGAZINE BE×BOY）
- イオナ（澤井健、ビッグコミックスピリッツ）
- イ・オ・ン（種村有菜、りぼん）
- 異界繁盛記 ひよこや商店（巣田祐里子、Asuka）
- 伊賀ずきん（たなかのか、コミックブレイドMASAMUNE→月刊コミックブレイド）
- 伊賀の影丸（横山光輝、週刊少年サンデー）
- 伊賀野カバ丸（亜月裕、別冊マーガレット）
- イカロスの娘（御厨さと美、ビッグコミックスピリッツ）
- イキガミ（間瀬元朗、週刊ヤングサンデー）
- いきばた主夫ランブル（星里もちる、ヤング・キャプテン→月刊少年キャプテン）
- イグナイト（ひいろ莎々、月刊ガンガンWING）
- いけいけ!!スワローズ（河合じゅんじ、まんがスポーツ）
- いけ!いけ!ぼくらのVガンダム!!（ことぶきつかさ）
- 行け!稲中卓球部（古谷実、週刊ヤングマガジン）
- いけない!ルナ先生（上村純子、月刊少年マガジン）
- 池袋レインボー劇場（えりちん、ヤングアニマル）
- イケメン彼女とヒロインな俺!?（斎創、Palcy）
- イケメンすぎです紫葵先パイ!（ゆあま、コミック百合姫）
- 井地さんちは素直になれない（ぽんとごたんだ、まんがライフSTORIA’）
- いじめてくん（吉田戦車、コミックバーガー）
- イシュタルの娘〜小野於通伝〜（大和和紀、BE・LOVE）
- いじわるばあさん（長谷川町子、サンデー毎日）
- いじわるらぶ♥デビル（中原杏、ちゃお）
- 偉人ですか? 英雄ですか? 死んでもらっていいですか?（下瀬川ひなる、月刊コミックジーン）
- ISUCA（高橋脩、ヤングエース）
- 異世界アニメ工房（描く調子、COMIC FUZ）
- 異世界居酒屋「げん」（原作：蝉川夏哉、作画：碓井ツカサ、このマンガがすごい!WEB）
- 異世界喰滅のサメ（くぼけん、コミックヴァルキリーWeb版）
- 異世界性活のススメ（三ツ葉稔、月刊キスカ）
- 異世界ひろゆき（原作：戸塚たくす、作画：西出ケンゴロー、監修：ひろゆき、となりのヤングジャンプ）
- 異世界魔王は腐女子を絶対逃がさない（池山田剛、Sho-Comi）
- 勤しめ! 仁岡先生（尾高純一、ガンガンパワード）
- 磯部磯兵衛物語〜浮世はつらいよ〜（仲間りょう、週刊少年ジャンプ）
- イタズラなKiss（多田かおる、別冊マーガレット）
- いたずらな24時（宮脇ゆきの、ちゃお）
- IDATEN翔（藤原としひろ、コミックボンボン）
- いちげき（原作：永井義男、漫画：松本次郎、コミック乱→コミック乱ツインズ）
- 一撃殺虫!!ホイホイさん（田中久仁彦、月刊コミック電撃大王）
- 苺田さんの話（小沢真理、Kiss）
- いちご100%（河下水希、週刊少年ジャンプ）
- 苺ましまろ（ばらスィー、コミック電撃大王、電撃萌王）
- いちごみるく3（竹田真理子、なかよし）
- 1+1（藤崎真緒、別冊花とゆめ）
- 1日外出録ハンチョウ（協力：福本伸行、原作：萩原天晴、作画・上原求＆新井和也、週刊ヤングマガジン）
- 1+2=パラダイス（上村純子、月刊少年マガジン）
- 1・2の三四郎（小林まこと、週刊少年マガジン）
- 1年1組甲斐せんせい（一丸、ビッグコミックオリジナル）
- 一年生になっちゃったら（大井昌和、まんがタイムきららフォワード）
- 1年777組（愁☆一樹、まんがタイムきらら）
- 市場クロガネは稼ぎたい（梧桐征木、クラブサンデー→裏サンデー）
- 1ポンドの福音（高橋留美子、ヤングサンデー）
- 一夜限りのアヤマチ（まぐろ珈琲）
- 一騎当千（塩崎雄二、COMIC GUM）
- 一輝まんだら（手塚治虫、漫画サンデー）
- いつかグリーンパラダイス（竹田真理子、なかよし）
- 一週間フレンズ。（葉月抹茶、月刊ガンガンJOKER）
- いっちゃえマリンちゃん（おおばやしみゆき、ChuChu）
- It's You!（中山亜純、FEEL YOUNG）
- 一杯いきますか!!（石原まこちん、漫画サンデー）
- いつも心に太陽新聞!!（師走冬子、まんがタイムナチュラル、まんがタイムスペシャル）
- いつも美空（あだち充、週刊少年サンデー）
- イティハーサ（水樹和佳子、ぶ〜け）
- いでじゅう!（モリタイシ、週刊少年サンデー）
- 移動交番175（笠原倫、100てんコミック）
- 愛しい嘘 優しい闇（愛本みずほ、Palcy）
- いとしこいし（竹宮ジン、コミック百合姫）
- 愛しのアイリーン（新井英樹、ビッグコミックスピリッツ）
- 愛しの国玉（アッチあい、pixivシルフ）
- いとしのムーコ（みずしな孝之、イブニング）
- いなり、こんこん、恋いろは。（よしだもろへ、ヤングエース）
- 頭文字D（しげの秀一、週刊ヤングマガジン）
- イヌイさんッ!（月鈴茶子、ちゃお）
- 犬神（外薗昌也、月刊アフタヌーン）
- いぬかみっ!（松沢まり、月刊電撃コミックガオ!）
- 犬神さんと猫山さん（くずしろ、コミック百合姫）
- いぬばか（桜木雪弥、週刊ヤングジャンプ）
- 妖狐×僕SS（藤原ここあ、月刊ガンガンJOKER）
- 犬マユゲでいこう（石塚2祐子、Vジャンプ）
- いぬまるだしっ（大石浩二、週刊少年ジャンプ）
- いぬやしき（奥浩哉、イブニング）
- 犬夜叉（高橋留美子、週刊少年サンデー）
- 犬を飼う（谷口ジロー、ビッグコミック）
- いのちの器（上原きみ子、フォアミセス）
- いのちの歴史（富士山みえる、ちゃぐりん）
- 祈る人（深井結己、麗人）
- 祈る人2（深井結己、麗人）
- 茨城ごじゃっぺカルテット（豚もう、裏サンデー、マンガワン）
- いばらの王（岩原裕二、月刊コミックビーム）
- いびつ（岡田和人、ヤングチャンピオン）
- イビツ（了春刀、ヤングガンガン）
- イビルば〜じん（あわ箱、増刊ヤングガンガンビッグ→月刊ビッグガンガン）
- EVE★少女のたまご★（やぶうち優、小学五年生）
- イブの息子たち（青池保子、月刊プリンセス）
- イフリート〜断罪の炎人〜（吉田正紀、週刊少年サンデー）
- イマジン（槇村さとる、コーラス）
- 旬（鈴木有布子、月刊ウィングス）
- いまどき少女図鑑（たておか夏希、なかよし）
- いまどきのこども（玖保キリコ）
- イムリ（三宅乱丈、コミックビーム）
- 今にして思えば。（施川ユウキ、全部ホンネの笑える話）
- 妹は思春期（氏家ト全、週刊ヤングマガジン）
- ILLEGAL RARE（椎橋寛、週刊少年ジャンプ）
- 医龍-Team Medical Dragon-（乃木坂太郎、ビッグコミックスペリオール）
- 艶恋師（原作：倉科遼、作画：みね武、漫画サンデー）
- 色っぽくてごめんなさい（神崎順子、なかよし）
- いろは坂、上がってすぐ。（勇人、ヤングガンガン）
- いわかける! -Climbing Girls-（石坂リューダイ、サイコミ）
- 淫獄団地（原作：搾精研究所、漫画：丈山雄為、ドラドラしゃーぷ＃）
- 印西“あるある”4コマ（中村ゆうひ、MAKE INZAI ORIGINAL）
- インディゴ・ブルー（やまじえびね、FEEL YOUNG）
- インノサン少年十字軍（古屋兎丸、マンガ・エロティクス・エフ）
- インビンシブル（瀬下猛、モーニング）
- インフェクション（及川徹、週刊少年マガジン）

## う
- ヴァニタスの手記（望月淳、月刊ガンガンJOKER）
- VANILLA FICTION（大須賀めぐみ、ゲッサン）
- ヴァンデミエールの翼（鬼頭莫宏、月刊アフタヌーン）
- ヴァンパイア十字界（原作：城平京、作画：木村有里、月刊少年ガンガン）
- ヴァンパイア セイヴァー 〜魂の迷い子〜（東まゆみ、ガンガンWING）
- ヴァンパイア騎士（樋野まつり、LaLa）
- We Are -Cruel Angel's-（シナリオ：秋タカシ、作画：宇佐美渉、月刊電撃コミックガオ!）
- 初×婚（黒崎みのり、りぼん）
- うぃずりず（里好、まんがタイムきらら）
- wish 〜たったひとつの願いごと〜（征海未亜、なかよし）
- ウィッチウォッチ（篠原健太、週刊少年ジャンプ）
- ウイングマン（桂正和、週刊少年ジャンプ）
- WIND BREAKER（にいさとる、マガジンポケット）
- ヴィンランド・サガ（幸村誠、週刊少年マガジン、月刊アフタヌーン）
- うえきの法則（福地翼、週刊少年サンデー）
- うえきの法則+（福地翼、週刊少年サンデー）
- ウエディング★キッス（井沢陽子、なかよし）
- 上野さんは不器用（tugeneko、ヤングアニマル）
- VOID（原作：七月鏡一 作画：李成圭、ヒーロークロスライン）
- うきわ（野村宗弘、やわらかスピリッツ）
- うごかし屋（芳崎せいむ、ビッグコミックオリジナル）
- うさぎちゃん ラブ・オール（上野すばる、藤本ひとみ、なかよし）
- うさぎドロップ（宇仁田ゆみ、FEEL YOUNG）
- 兎-野性の闘牌-（伊藤誠、近代麻雀オリジナル）
- ウサ探（御童カズヒコ、ヒーロークロスライン）
- うしおととら（藤田和日郎、週刊少年サンデー）
- うしろの正面カムイさん（原作：えろき、作画：コノシロしんこ、裏サンデー、マンガワン）
- うしろノしんでれさん（佐藤友生、月刊少年シリアス）
- うしろの百太郎（つのだじろう、週刊少年マガジン）
- うずまき（伊藤潤二、ビッグコミックスピリッツ）
- 嘘喰い（迫稔雄、週刊ヤングジャンプ）
- ウソツキ!ゴクオーくん（吉もと誠、月刊コロコロコミック）
- ウソツキ皐月は死が視える（了子、マンガワン、裏サンデー）
- うそつきなジェミニ（宮脇ゆきの、ChuChu）
- うた∽かた（原作：gimik、作画：小梅けいと、月刊電撃大王）
- 歌のお姉さんだってHしたい〜こんな顔、TVの前のみんなには見せられないよ…（ギリギリ舞、ComicFesta）
- 打姫オバカミーコ（片山まさゆき、近代麻雀）
- ウチコミ!!（村岡ユウ、週刊少年チャンピオン）
- うちの会社の小さい先輩の話（斎創、ストーリアダッシュ）
- ウチのクルマがこんなに可愛いわけがない!?（鈴木秀吉、ホリデーオート、Webモーターマガジン）
- うちの3姉妹（松本ぷりっつ、すくすくパラダイス）
- うちの師匠はしっぽがない（TNSK、good!アフタヌーン）
- うちの大家族（重野なおき、まんがタウンオリジナル）
- うちのトコでは（もぐら）
- うちの魔王かみませんよ（おとうさん、ガンガンONLINE）
- うちのママが言うことには（岩館真理子、ヤングユー）
- うちのメイドがウザすぎる!（中村カンコ、月刊アクション）
- 宇宙海賊キャプテンハーロック（松本零士）
- 宇宙家族カールビンソン（あさりよしとお）
- 宇宙家族ノベヤマ（岡崎二郎、ビッグコミック）
- 宇宙兄弟（小山宙哉、モーニング）
- 宇宙少年ソラン（宮腰義勝、週刊少年マガジン）
- うちゅう人 田中太郎（ながとしやすなり、コロコロコミック）
- 宇宙戦艦ヤマト（松本零士、冒険王）
- 宇宙大雑貨（横山えいじ、S-Fマガジン）
- 宇宙とかと比べたらちっぽけな問題ですが（ビーノ、コミックニュータイプ）
- 宇宙のステルヴィア（XEBEC×秋月亮、月刊電撃大王）
- 鬱ごはん（施川ユウキ、ヤングチャンピオン烈）
- 売ったれダイキチ!（若桑一人・武村勇治、週刊少年サンデー）
- 伝染るんです。（吉田戦車、ビッグコミックスピリッツ）
- うぽって!!（天王寺きつね、ヤングエース）
- ウマ娘 シンデレラグレイ（久住太陽、週刊ヤングジャンプ）
- 馬なり1ハロン劇場（よしだみほ、ファンファーレ、漫画アクション）
- 生まれる価値のなかった自分がアンナのためにできるいくつかのこと（永瀬ようすけ、月刊アクション）
- 海色マーチ（ミナミト、まんがタイムきらら）
- 海が教えてくれた（深井結己、Rouge）
- 海猿（作画原作：佐藤秀峰、原案取材：小森陽一、週刊ヤングサンデー）
- 海の王子（高垣葵、藤子不二雄、週刊少年サンデー）
- 海のトリトン（手塚治虫、産経新聞）
- 海の御先（文月晃、ヤングアニマル）
- 海の闇、月の影（篠原千絵、週刊少女コミック）
- 海辺のカイン（樹村みのり、月刊mimi）
- うめぼし（小池田マヤ、ヤングガンガン）
- ウメ星デンカ（藤子・F・不二雄）
- うめぼしの謎（三笠山出月、ギャグ王）
- 裏切りは僕の名前を知っている（小田切ほたる、月刊Asuka）
- 裏剣道ZERO（松山せいじ、月刊少年ガンガン）
- うらさい（原作：しろがね杏、作画：柚弦、ヤングガンガン）
- 裏バイト:逃亡禁止（田口翔太郎、マンガワン、裏サンデー）
- 怨み屋本舗（栗原正尚、ビジネスジャンプ）
- 浦安鉄筋家族（浜岡賢次、週刊少年チャンピオン）
- うりポッ（有馬啓太郎、コミックブレイドMASAMUNE）
- うる星やつら（高橋留美子、週刊少年サンデー）
- ウルトラ怪獣かっとび!ランド（玉井たけし、コロコロコミック）
- ウルトラQ（藤原カムイ）
- ウルトラ兄弟物語（かたおか徹治、コロコロコミック）
- ウルトラ忍法帖（御堂カズヒコ、コミックボンボン）
- Ultra Battle Satellite（打見佑祐、週刊少年ジャンプ）
- ウルトラはなまるZ組（小坂まりこ、ちゃお）
- ウルトラB（藤子不二雄Ⓐ、藤子不二雄ランド）
- ウルトラマン超闘士激伝（原作：瑳川竜、作画：栗原仁、コミックボンボン）
- ウルトラマニアック（吉住渉、りぼん）
- Ultra Red（鈴木央、週刊少年ジャンプ）
- 麗の世界で有栖川（安西信行、週刊少年サンデーS）
- うるわしの宵の月（やまもり三香、デザート）
- ウワガキ（八十八良、Fellows!）
- うわさの姫子（藤原栄子、小学館の学習雑誌）
- うわさの翠くん!!（池山田剛、少女コミック）
- うわようじょつよい（派手な看護婦、LINEマンガ）

## え
- エア・ギア（大暮維人、週刊少年マガジン）
- エアマスター（柴田ヨクサル、ヤングアニマル）
- 映画大好きポンポさん（杉谷庄吾【人間プラモ】、pixiv、ジーンピクシブ）
- 映画でにぎりっ屁!（榎本俊二、ヤングマガジンアッパーズ）
- 映画に毛が3本!（黒田硫黄、ヤングマガジンアッパーズ）
- 永久指名おねがいします!（カナエサト、恋するソワレ）
- エイケン（松山せいじ、週刊少年チャンピオン）
- 栄光のナポレオン-エロイカ（池田理代子、婦人公論）
- 「エイジ」（江口寿史、フレッシュジャンプ）
- Age,35（柴門ふみ、ビッグコミック）
- エイジング―80歳以上の若者が暮らす島―（友野ヒロ、漫画アクション）
- EIGHTH（河内和泉、月刊ガンガンJOKER）
- 永世乙女の戦い方（くずしろ、ビックコミックスペリオール）
- H-エイチ-（桜井まちこ、別冊フレンド）
- H2（あだち充、週刊少年サンデー）
- 8（上條淳士、ビッグコミックスピリッツ）
- 8マン（平井和正・桑田次郎、週刊少年マガジン）
- 8マン インフィニティ（七月鏡一・鷹氏隆之、月刊マガジンZ）
- エイリアン9（富沢ひとし、ヤングチャンピオン）
- え!?絵が下手なのに漫画家に?（施川ユウキ、週刊少年チャンピオン）
- AKB49〜恋愛禁止条例〜（原作：元麻布ファクトリー、原案協力：高橋ヒサシ、作画：宮島礼吏、週刊少年マガジン）
- エースをねらえ!（山本鈴美香、週刊マーガレット）
- Aチャンネル（黒田bb、まんがタイムきららキャラット）
- A.-D.O.G.S.（北嶋博明・鈴木ダイ、週刊少年チャンピオン）
- 笑顔のたえない職場です。（くずしろ、コミックDAYS）
- 江川と西本（原作：森高夕次、漫画：星野泰視、ビッグコミックスペリオール）
- 駅弁ひとり旅（櫻井寛監修・はやせ淳作画、漫画アクション）
- エグザムライ戦国（山口陽史、月刊少年チャンピオン）
- EXIT（藤田貴美、花とゆめ）
- エクセル・サーガ（六道神士、ヤングキングアワーズ）
- 江口寿史のなんとかなるでショ!（江口寿史）
- 江口寿史の爆発ディナーショー（江口寿史）
- エクロール（内々けやき、月刊ヤングキング）
- エコエコアザラク（古賀新一、週刊少年チャンピオン）
- E'S（結賀さとる、月刊Gファンタジー）
- S〈エス〉（水城せとな、月刊プリンセス）
- SE（此ノ木よしる、ヤングアニマル）
- ES -Eternal Sabbath-（惣領冬実、モーニング）
- SF大将（とり・みき、S-Fマガジン）
- S〔エス〕—君と、彼女と、運命と（南部ゼロイチ、GANMA!）
- SDガンダムフルカラー劇場（あずま勇輝、コミックボンボン）
- エスとエフ（渡辺しま、月刊ビッグガンガン）
- エスパー魔美（藤子・F・不二雄、マンガくん）
- Sレア装備の似合う彼女（近江のこ、裏サンデー）
- X（CLAMP、月刊ASUKA）
- EDEN 〜It's an Endless World!〜（遠藤浩輝、月刊アフタヌーン）
- エデンの檻（山田恵庸、週刊少年マガジン）
- 干支☆えとせとら（環方このみ、ちゃお）
- えとせとら（なかざき冬、月刊少年マガジンKC）
- 江戸っ子ボーイ がってん太助（樫本学ヴ、コロコロコミック）
- 江戸前鮨職人きららの仕事（原作：早川光、作画：橋本孤蔵、スーパージャンプ）
- エニグマ（榊健滋、週刊少年ジャンプ）
- NHKにようこそ!（原作：滝本竜彦、作画：大岩ケンヂ、少年エース）
- NKJK（吉沢緑時、月刊アクション）
- NG BOY×パラダイス（宮脇ゆきの、ChuChu）
- NGライフ（草凪みずほ、花とゆめ）
- NとS（金田一蓮十郎、デザート）
- 1/Nのゆらぎ（土塚理弘、月刊少年ガンガン他）
- えの素（榎本俊二、週刊モーニング）
- エビアンワンダー（おがきちか、アワーズ）
- エビアンワンダーREACT（おがきちか、コミックZERO−SUM増刊WARD）
- えびてん 公立海老栖川高校天悶部（原作：すかぢ、作画：狗神煌、月刊コンプエース）
- F（六田登、ビッグコミックスピリッツ）
- ef - a tale of memories.（原作：御影・鏡遊、作画：雅樹里、月刊電撃コミックガオ）
- FX戦士くるみちゃん（原作：でむにゃん、作画：炭酸だいすき、月刊コミックフラッパー）
- エマ（森薫、コミックビーム）
- エマージング（外薗昌也、週刊モーニング）
- 衛宮さんちの今日のごはん（原作：TYPE-MOON・『Fate/stay night』、作画：TAa、ヤングエースUP）
- M エム（桂正和、MANGAオールマン、ヤングジャンプ）
- MFゴースト（しげの秀一、週刊ヤングマガジン）
- MMR マガジンミステリー調査班（石垣ゆうき、週刊少年マガジン）
- M☆G☆ダーリン（水都あくあ、ChuChu）
- エム×ゼロ（叶恭弘、週刊少年ジャンプ）
- エリアの騎士（原作：伊賀大晃、作画：月山可也、週刊少年マガジン）
- エリア88（新谷かおる、少年ビッグコミック）
- エリートヤンキー三郎（阿部秀司、週刊ヤングマガジン）
- エリュクスの白い花（牧村ジュン、なかよし）
- エルドライブ【elDLIVE】（天野明、ジャンプLIVE→少年ジャンプ+）
- エルフェンリート（岡本倫、ヤングジャンプ）
- エルフを狩るモノたち（矢上裕、電撃コミックガオ!）
- エルフの若奥様（カズマ・G.Version、コミック花いちもんめ）
- EREMENTAR GERAD（東まゆみ、月刊コミックブレイド）
- EREMENTAR GERAD-蒼空の戦旗-（東まゆみ、コミックブレイドMASAMUNE）
- エロイカより愛をこめて（青池保子、プリンセス）
- EGメーカー（酉川宇宙、ヤングアニマル）
- 炎炎ノ消防隊（大久保篤、週刊少年マガジン）
- 演撃少女 命（林家志弦、月刊コミック電撃大王）
- ANGELIC LAYER（CLAMP、月刊少年エース）
- エンジェル伝説（八木教広、月刊少年ジャンプ）
- エンジェル・ハート（北条司）
- エンジェル・ハント（おおばやしみゆき、ちゃお）
- エンジェルリップ（あらいきよこ、ちゃお）
- エンゼル=トリオ恋ぐるい（別府ちづ子、なかよし）
- エン女医あきら先生（水城まさひと、まんがタイムジャンボ、まんがタイムスペシャル）
- 演神（藤澤勇希、ビッグコミックスピリッツ）
- 機工魔術士-enchanter-（河内和泉、月刊ガンガンWING）
- エンバーミング（和月伸宏、ジャンプ the REVOLUTION!→ジャンプスクエア）
- エンブリヲ（小川幸辰、月刊アフタヌーン）
- 代紋TAKE2（原作：木内一雅、作画：渡辺潤、週刊ヤングマガジン）

## お
- おいしい関係（槇村さとる、ヤングユー）
- 美味しんぼ（原作：雁屋哲、作画：花咲アキラ、ビッグコミックスピリッツ）
- おいでよ!ヘナモン世界カスミン（八神千歳、ちゃお）
- おいピータン!!（伊藤理佐、Kiss）
- 王家の紋章（細川智栄子、プリンセス）
- 黄金のラフ〜草太のスタンス〜（なかいま強、ビッグコミック）
- 黄金バット（原作：加太こうじ、作画：一峰大二、週刊少年キング）
- 王様達のヴァイキング（ストーリー協力：深見真、さだやす）
- 王様の仕立て屋〜サルト・フィニート〜（大河原遁、スーパージャンプ）
- 王子達は依存する（桜田雛、Cheese!）
- 王子の本命は悪役令嬢（Re:mimu、ComicFestaほか）
- おうちがいちばん（秋月りす、まんがライフオリジナル）
- 応天の門（灰原薬、月刊コミックバンチ）
- 王都妖奇譚（岩崎陽子、プリンセスGOLD）
- 王ドロボウJING（熊倉裕一、月刊コミックボンボン）
- 逢魔ヶ刻動物園（堀越耕平、週刊少年ジャンプ）
- 桜蘭高校ホスト部（葉鳥ビスコ、LaLa）
- お〜い!竜馬（小山ゆう、少年ビッグコミック、ヤングサンデー）
- O/A（渡会けいじ、ヤングエース）
- OLヴィジュアル系（かなつ久美、週刊女性）
- OL進化論（秋月りす、モーニング）
- 大奥（よしながふみ、MELODY）
- 狼の星座（横山光輝、週刊少年マガジン）
- 大きい女の子は好きですか?（愛染五郎、月刊キスカ）
- おおきく振りかぶって（ひぐちアサ、月刊アフタヌーン）
- 鳳（原作：神尾龍、作画：渡辺みちお、週刊漫画ゴラク）
- 大トロ倶楽部（片山まさゆき、ファミコン通信）
- 大泥棒ポルタ（北嶋一喜、週刊少年ジャンプ）
- OVER TIME（天野洋一、週刊少年ジャンプ）
- Over Drive（安田剛士、週刊少年マガジン）
- オーバーレブ!（山口かつみ、週刊ヤングサンデー）
- OPEN SESAME（河方かおる、マガジンSPECIAL）
- OH!MYコンブ（原作：秋元康、作画：かみやたかひろ、コミックボンボン）
- OH!ぱにっくBOY（さこう栄、なかよし）
- 大家さんは思春期!（水瀬るるう、まんがタイム）
- ALL I NEED（糸杉柾宏、ヤングアニマル嵐）
- ALL OUT!!（雨瀬シオリ、月刊モーニングtwo）
- All Free!〜絶対!無差別級挑戦女子伝〜（青野てる坊、webアクション）
- ALMIGHTY×10（水都あくあ、ChuChu）
- おかえりアリス（押見修造、別冊少年マガジン）
- おかえり まーさん（小池田マヤ、まんがホーム、まんがタイム、まんがタイムジャンボ）
- おかしなエルフと女子高生（東385、ストーリアダッシュ）
- おかしな2人（原作：やまさき十三、作画：さだやす圭、モーニング）
- おがにくうーちゃん（胡桃ちの、まんがライフMOMO）
- お金がないっ（香坂透、コミックバーズ）
- 丘の上のバンビーナ（鈴木有布子、月刊ウィングス）
- おカマ白書（山本英夫、ヤングサンデー）
- おかみさん 新米内儀相撲部屋奮闘記（一丸、ビッグコミックオリジナル）
- おかみさん平成場所（一丸、ビッグコミックオリジナル）
- 拝み屋横丁顛末記（宮本福助、コミックZERO-SUM）
- おかめ日和（入江喜和、BE-LOVE）
- 小川とゆかいな斎藤たち（茶匡、なかよし）
- おかわり飯蔵（原作：魚柄仁之助、作画：大谷じろう、週刊ヤングサンデー）
- おかん（小坂俊史、まんがタイムオリジナル）
- おかん（凪原ナツ、プレコミックブンブン）
- おきらく忍伝ハンゾー（山中あきら、コミックボンボン）
- 沖縄で好きになった子が方言すぎてツラすぎる（空えぐみ、くらげバンチ）
- おくさまは18歳（本村三四子、週刊マーガレット）
- 奥サマは小学生（松山せいじ、チャンピオンRED いちご）
- おくさまは女子高生（こばやしひよこ、週刊ヤングジャンプ）
- 奥さまは新妻ちゃん（ルッチーフ、まんがタイムきらら）
- オクターヴ（秋山はる、月刊アフタヌーン）
- オクタゴニアン（原作：大塚英志、作画：杉浦守、コミック新現実）
- お元気クリニック（乾はるか、プレイコミック）
- おこしやす、ちとせちゃん（夏目靫子、BE・LOVE）
- おごってジャンケン隊（現代洋子、ビッグコミックスピリッツ）
- お酒は夫婦になってから（クリスタルな洋介、やわらかスピリッツ）
- 幼なじみは女の子になぁれ（森下真央、イブニング）
- おざなりダンジョン（こやま基夫、コミックノーラ・超人ロックSpecial）
- 教え子がAV女優、監督はボク。（村西てんが、裏サンデー、マンガワン）
- オシエシラバス（高尾じんぐ、ヤングガンガン）
- おしえて! BLソムリエお兄さん（下瀬川ひなる、月刊コミックジーン）
- お仕事です!（柴門ふみ、ビッグコミックスピリッツ）
- 推しごとびより（はづき、まんがタイムきらら）
- おしげりなんし 篭鳥探偵・芙蓉の夜伽噺（原作：加藤実秋、漫画：丸山朝ヲ、構成：わたり、月刊ビッグガンガン）
- おじさまと猫（桜井海、ガンガンpixiv、月刊少年ガンガン）
- おじさんが私の恋を応援しています（脳内）（井野ジュン、COMIC ポラリス）
- おじさんとマシュマロ（音井れこ丸、一迅社）
- 【推しの子】（原作：赤坂アカ、作画：横槍メンゴ、週刊ヤングジャンプ）
- おしゃ家ソムリエおしゃ子!（かっぴー、ROOMIE）
- おしゃべりなバニラエッセンス（松島裕子、なかよし）
- おジャ魔女どれみ（たかなししずえ、なかよし）
- おしゃれ手帖（長尾謙一郎、週刊ヤングサンデー）
- お受験キッズ いぶき☆ハイテンション（もりちかこ、ちゃお）
- おじょうさまカンパニー（富沢珠緒、なかよし）
- お嬢様の僕（田口ホシノ、マガジンポケット）
- Oz-オズ-（原作：岩井恭平、漫画：刻夜セイゴ、月刊コミックアライブ）
- お素敵ダーリン（藤崎真緒、ザ・花とゆめ）
- オセロ。（池沢理美、別冊フレンド）
- おせん(きくち正太、イブニング)
- 遅咲きじじい（小林よしのり、ビッグコミック）
- おそ松くん（赤塚不二夫）
- おたくの娘さん（すたひろ）
- おたんこナース（佐々木倫子、ビッグコミックスピリッツ）
- おちこぼれフルーツタルト（浜弓場双、まんがタイムきららキャラット）
- お茶にごす。（西森博之、週刊少年サンデー）
- おちゃらかほい!（やぶうち優、ちゃお）
- お月様のことばかり（たておか夏希、なかよし）
- オッパイをとったカレシ。―約束―（芹沢由紀子、THEデザート）
- お父さん、チビがいなくなりました（西炯子、増刊flowers）
- お父さんは心配症（岡田あーみん、りぼん）
- 弟の夫（田亀源五郎、月刊アクション）
- 男一匹ガキ大将（本宮ひろ志、週刊少年ジャンプ）
- 男おいどん（松本零士、週刊少年マガジン）
- 男大空（原作：雁屋哲、作画：池上遼一、週刊少年サンデー）
- おとこ女おんな男（阿部秀司、モーニング）
- 男組（原作：雁屋哲、作画：池上遼一、週刊少年サンデー）
- 男どアホウ甲子園（原作：佐々木守、作画：水島新司、週刊少年サンデー）
- 娚の一生（西炯子、月刊フラワーズ）
- 男の自画像（柳沢きみお、ビッグコミック）
- 男の星座（原作：梶原一騎、作画：原田久仁信、週刊漫画ゴラク）
- 男は寡黙なバーテンダー（森脇真末味、グレープフルーツ）
- オトナになる方法（山田南平、花とゆめ）
- オトナになるもん!（中原杏、ちゃお）
- おとなの防具屋さん（斐宮ふみ、GANMA!）
- 大人はわかってくれない。（まいた菜穂、ちゃお）
- おとまりHONEY（みづきたけひと、チャンピオンRED いちご）
- 乙女心が傷つくの（いでまゆみ、なかよし）
- 乙女男子に恋する乙女（島崎無印、ツイ4）
- 乙女的シンドローム（はるかわ陽、comico）
- オトメの帝国（岸虎次郎、ビジネスジャンプ→グランドジャンプWEB→少年ジャンプ＋）
- 乙女はお姉さまに恋してる（原作：キャラメルBOX、作画：あらきかなお、月刊コミック電撃大王）
- 乙女道（陣名まい、ChuChu）
- オトメン（乙男）（菅野文、別冊花とゆめ）
- おにいさまへ…（池田理代子、週刊マーガレット）
- お兄ちゃんと一緒（時計野はり、LaLa）
- お兄ちゃんのことが好きすぎてにゃんにゃんしたいブラコン妹だけど素直になれないの（オオハマイコ、ヤングエース）
- お兄ちゃんはおしまい!（ねことうふ、pixiv、ニコニコ静画）
- おにがわら横町三丁目（八神千歳、ちゃお）
- 鬼切丸（楠桂、少年サンデー超増刊号）
- おにでか!（矢寺圭太、pixivコミック）
- オニデレ（クリスタルな洋介、週刊少年サンデー）
- おにゃのこ（近江のこ、クラブサンデー）
- おねがい☆ティーチャー（林家志）
- オバケのQ太郎（藤子不二雄、週刊少年サンデー）
- おばけのムーラちゃん（水木しげる、テレビマガジン）
- オバタリアン（堀田かつひこ）
- おはよ♪（ともち、まんがタイムファミリー）
- おはよう!スパンク（原作：雪室俊一、作画：たかなししずえ、なかよし）
- おひとり様物語（谷川史子、Beth→Kiss）
- お姫様のひみつ（森永みるく、ひらり、）
- 帯をギュッとね!（河合克敏、週刊少年サンデー）
- オフィス北極星（原作：真刈信二、作画：中山昌亮、モーニング、モーニング新マグナム増刊）
- オフサイド（塀内夏子）
- おふろの中で見そめたの（山口ひとみ、なかよし）
- OPERATIONG.G.（さいとう・たかを、リイドコミック、リイドコミック爆）
- お坊サンバ!!（飯島浩介、週刊少年サンデー）
- おぼっちゃまくん（小林よしのり、コロコロコミック）
- 溺れるナイフ（ジョージ朝倉、別冊フレンド）
- おませなユーミン（エンゼル松本、なかよし）
- おまもりひまり（的良みらん、月刊ドラゴンエイジ）
- 臣士魔法劇場 リスキー☆セフティ（臣士れい、電撃コミックガオ）
- お水の花道（原作：城戸口静、作画：理花、Kiss）
- お迎えです。（田中メカ、LaLa）
- オムライス（星里もちる、ビッグコミックスペリオール）
- オメガトライブ（玉井雪雄、ビッグコミックスピリッツ）
- オメガトライブ キングダム（玉井雪雄、ビッグコミックスピリッツ）
- 思いっきりピーマン（いでまゆみ、なかよし）
- 表萬家裏萬家（澤井健、ビッグコミックスピリッツ）
- 親がうるさいので後輩(♀)と偽装結婚してみた。（コダマナオコ、コミック百合姫）
- おやすいみん部（久遠まこと、月刊ドラゴンエイジ）
- おやすみプンプン（浅野いにお、週刊ヤングサンデー→ビッグコミックスピリッツ）
- 親にはナイショ（相原実貴、flowers）
- オヤマ! 菊之助（瀬口たかひろ、週刊少年チャンピオン）
- 親指の秘めごと（かわはらなつみ、ChuChu）
- お湯でほころぶ雪芽先輩（三簾真也、COMIC メテオ）
- 御緩漫玉日記（桜玉吉、コミックビーム）
- およしになってよ先生（富沢珠緒、なかよし）
- オヨネコぶーにゃん（市川みさこ、週刊少女コミック）
- おらが村（矢口高雄、週刊漫画アクション）
- ORIGIN（Boichi、週刊ヤングマガジン）
- オリハルコン・レイカル（綱島志朗、ドラゴンエイジPure）
- オリンポスのポロン（吾妻ひでお、月刊プリンセス→100てんコミック）
- オルフェウスの窓（池田理代子、週刊マーガレット・月刊セブンティーン）
- 俺様ティーチャー（椿いずみ、花とゆめ）
- おれたちの頂（塀内夏子、週刊少年マガジン）
- 俺たちのフィールド（村枝賢一、週刊少年サンデー）
- 俺、つしま（おぷうのきょうだい、Twitter）
- 俺の彼女と幼なじみが修羅場すぎる（原作：裕時悠示、作画：七介、月刊ガンガンJOKER）
- 俺の空（本宮ひろ志、週刊プレイボーイ）
- 俺はあなたの犬だから（深井結己、麗人）
- おれは男だ!（津雲むつみ、セブンティーン）
- おれは男だ! くにおくん（穴久保幸作、コロコロコミック）
- オレは瓦だ!（北風太郎・グッチ・ゴロー、日本屋根経済新聞）
- おれはキャプテン（コージィ城倉、週刊少年マガジン、マガジンSPECIAL）
- おれは直角（小山ゆう、週刊少年サンデー）
- 俺物語!!（原作：河原和音、作画：アルコ、別冊マーガレット）
- ORANGE（能田達規、週刊少年チャンピオン）
- orange（高野苺、別冊マーガレット→月刊アクション）
- オレん家のフロ事情（いときち、月刊コミックジーン）
- おろち（楳図かずお、週刊少年サンデー）
- 終わりと始まりのマイルス（鬼頭莫宏、マンガ・エロティクス・エフ）
- 終わりのセラフ（原作：鏡貴也、漫画：山本ヤマト、コンテ構成：降矢大輔、ジャンプスクエア）
- 終わる世界でキミに恋する（能登山けいこ、ちゃお）
- オンエアできない!（真船佳奈）
- 女刑事ペルソナ（原作：出海まこと、作画：高橋雄一郎、ヤングアニマル）
- 女の園の星（和山やま、FEEL YOUNG）
- オンノジ（施川ユウキ、ヤングチャンピオン）
- 隠密包丁〜本日も憂いなし〜（原作：花形怜、作画：本庄敬、週刊漫画ゴラク）
- 陰陽師（原作：夢枕獏、作画：岡野玲子、コミックバーガー、月刊メロディ）
- オンリー☆ユー 〜あなたと私の二人ぼっち計画〜（めきめき、@vitamin）